# Condado de Veszprém
Veszprém ([ˈvɛspreːm], en eslovaco: Vesprím) es un condado administrativo (vármegye) en Hungría. Veszprém es también la denominación de la capital de dicho condado.

## Subdivisiones
Se divide en diez distritos:
- Distrito de Ajka (capital: Ajka)
- Distrito de Balatonalmádi (capital: Balatonalmádi)
- Distrito de Balatonfüred (capital: Balatonfüred)
- Distrito de Devecser (capital: Devecser)
- Distrito de Pápa (capital: Pápa)
- Distrito de Sümeg (capital: Sümeg)
- Distrito de Tapolca (capital: Tapolca)
- Distrito de Várpalota (capital: Várpalota)
- Distrito de Veszprém (capital: Veszprém)
- Distrito de Zirc (capital: Zirc)

## Situación y características
El condado de Veszprém se encuentra localizado al oeste de Hungría, en la región de Transdanubia Central. Incluye los montes Bakony y la parte norte del lago Balaton. Colinda con los condados húngaros de Vas, Gyor-Moson-Sopron, Komárom-Esztergom, Fejér, Somogy y Zala. Se encuentra delimitado en su frontera occidental por el río Marcal.

## Galería

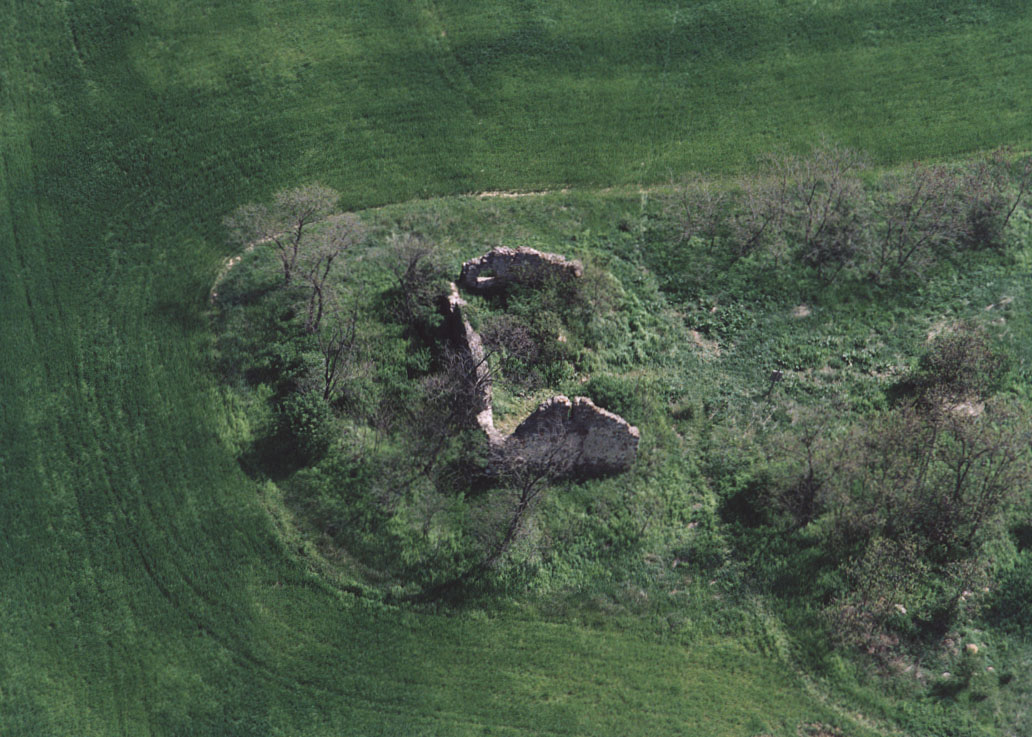
Mindszentkálla - Ruinas del templo
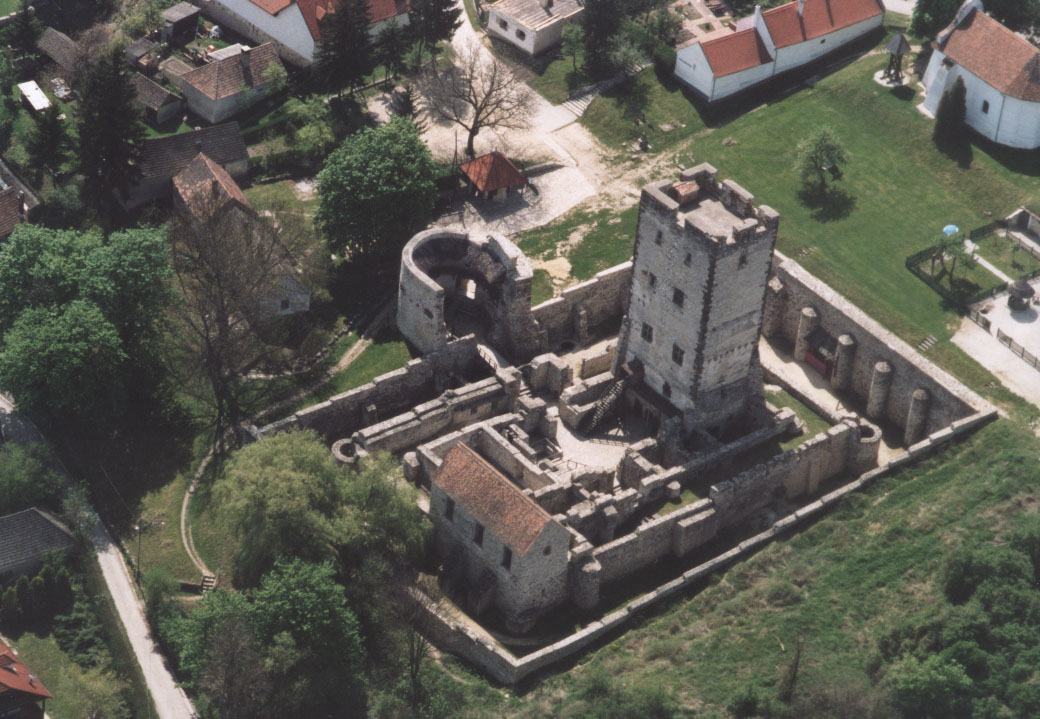
Nagyvázsony - Castillo desde arriba
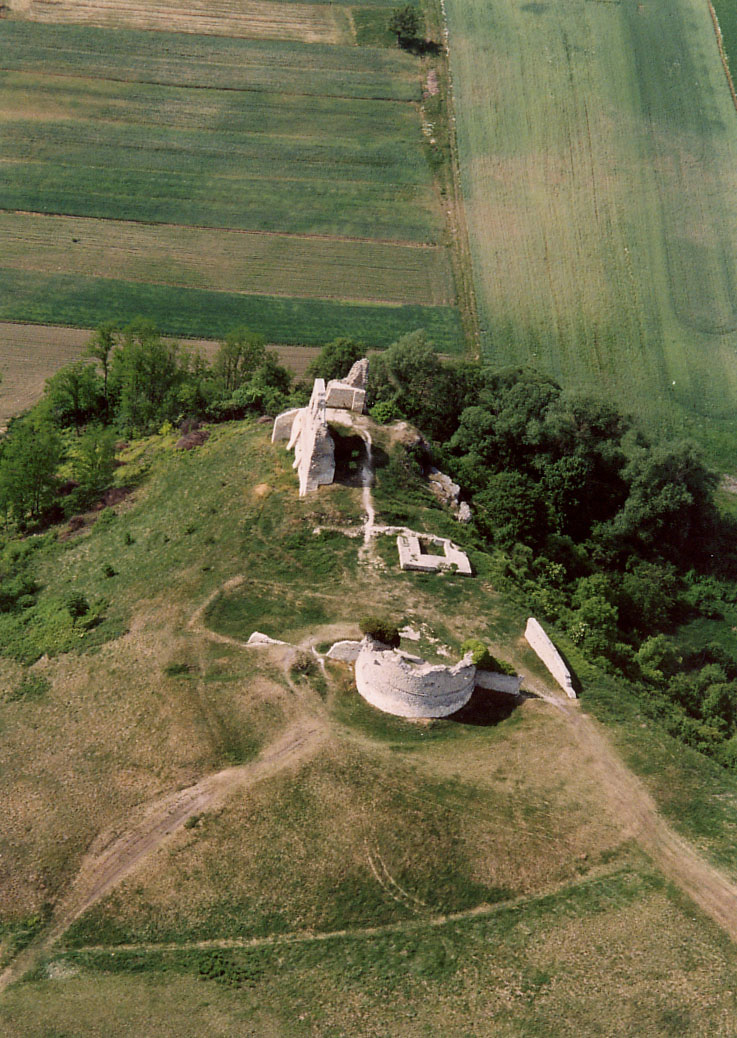
Foto aérea: Döbrönte - Castillo
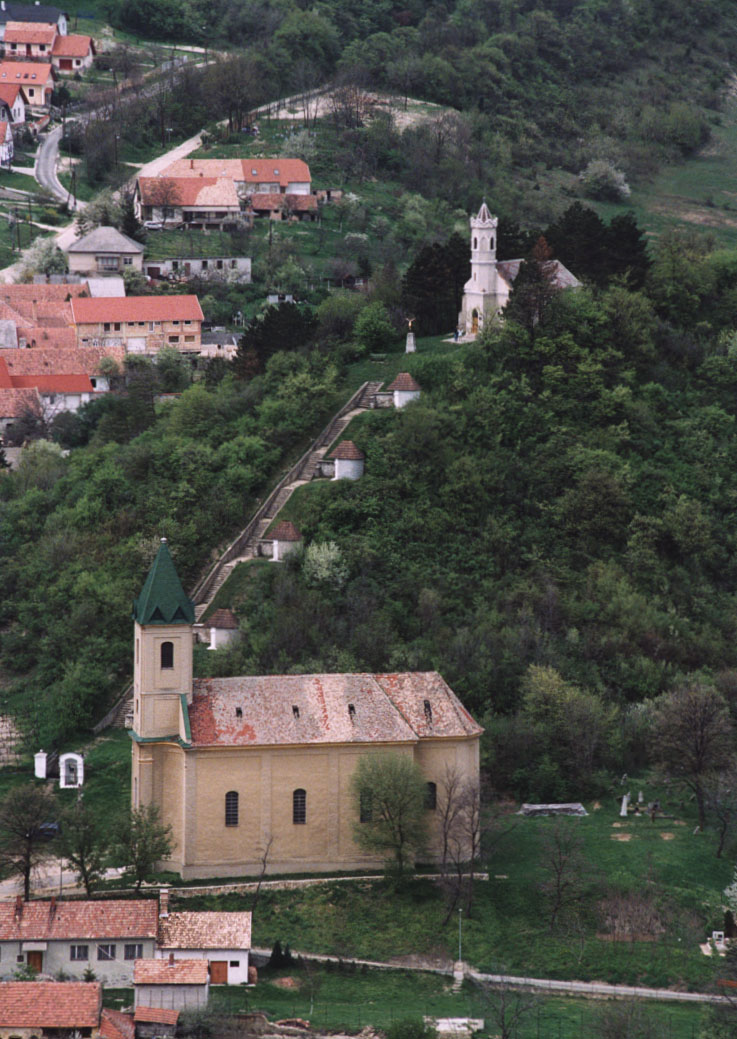
Magyarpolány Kálvária desde arriba
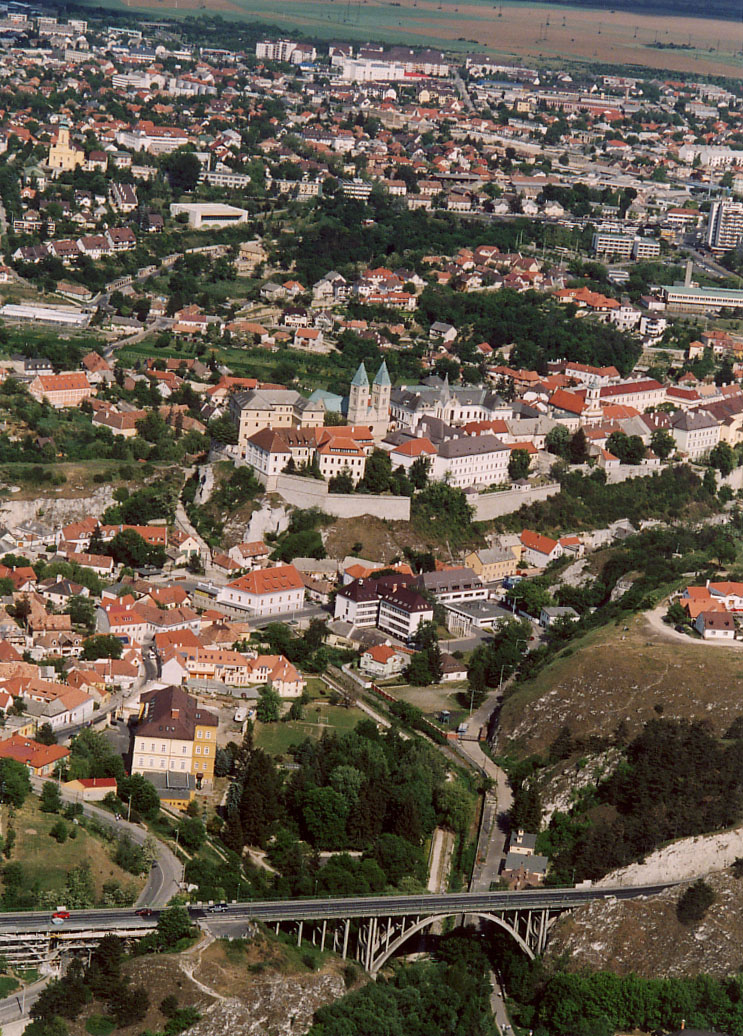
Panorámica aérea de Veszprém
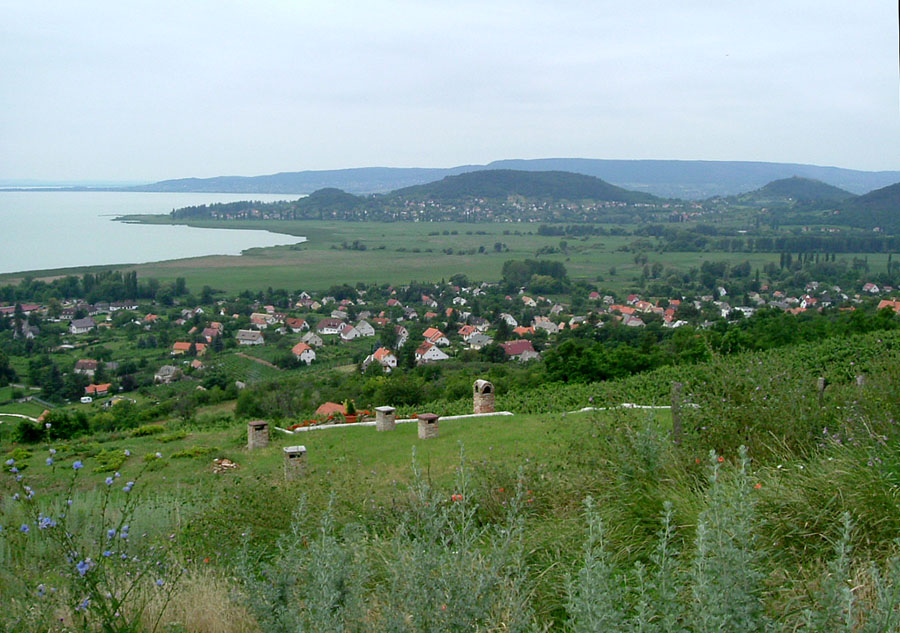
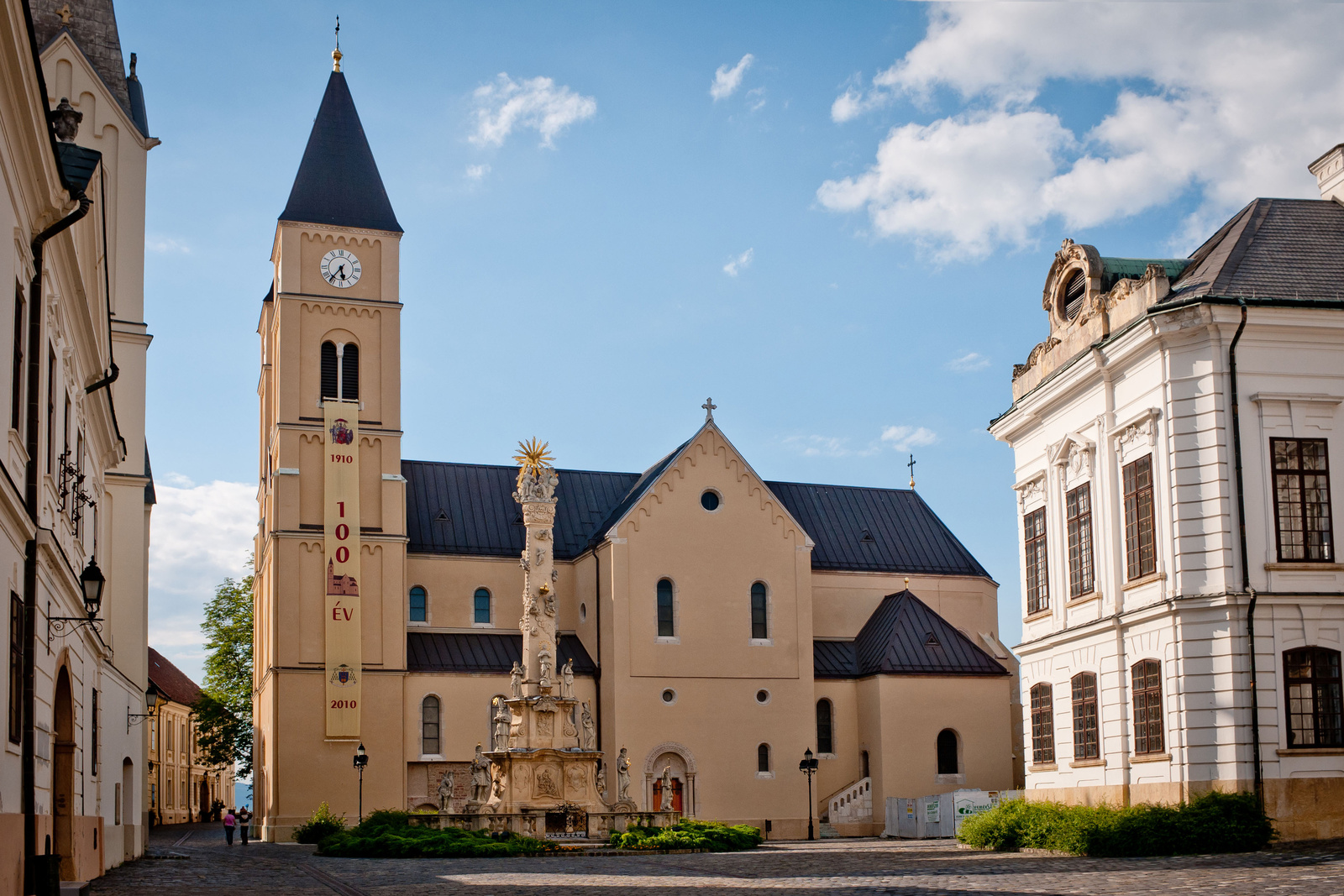
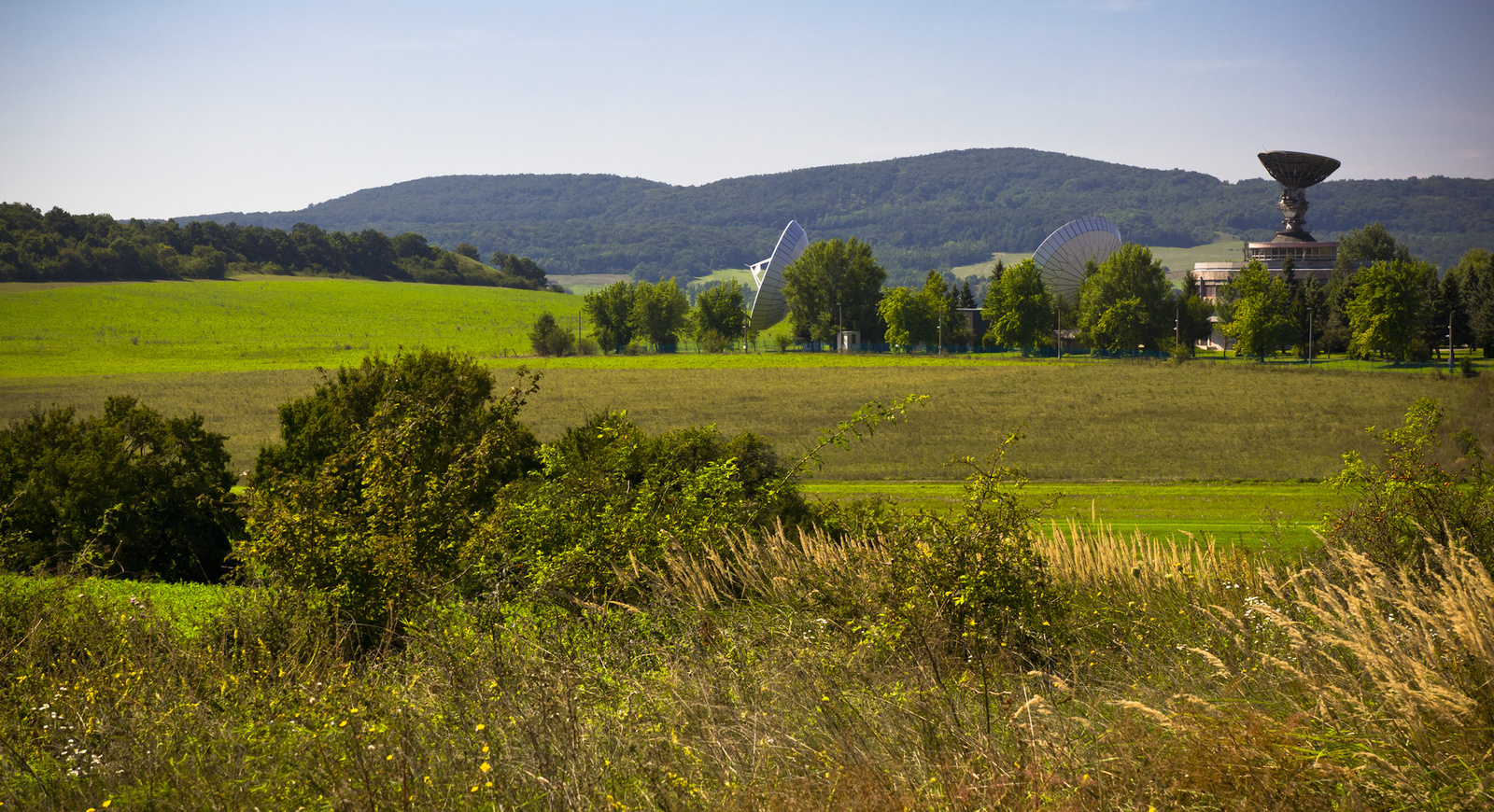
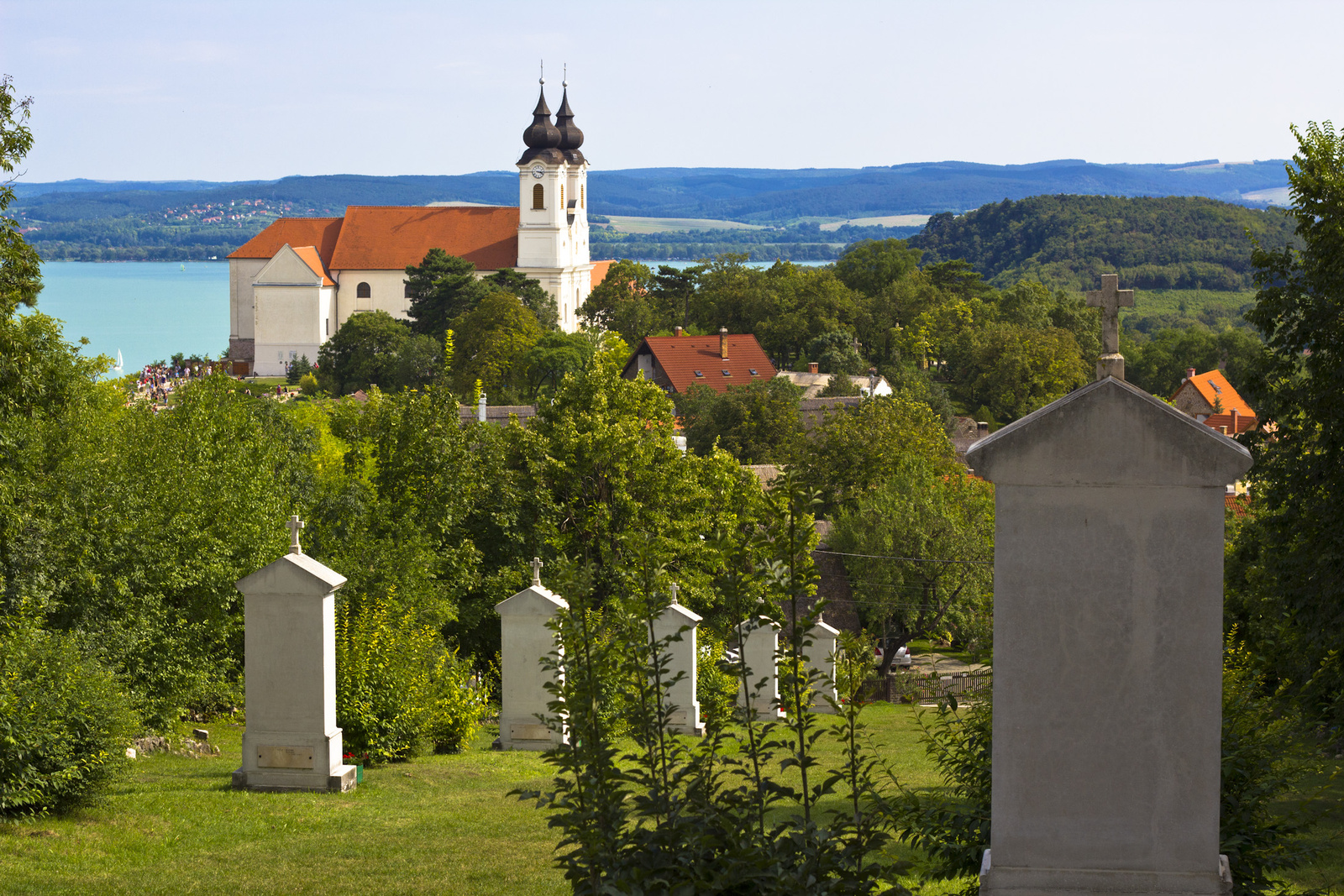
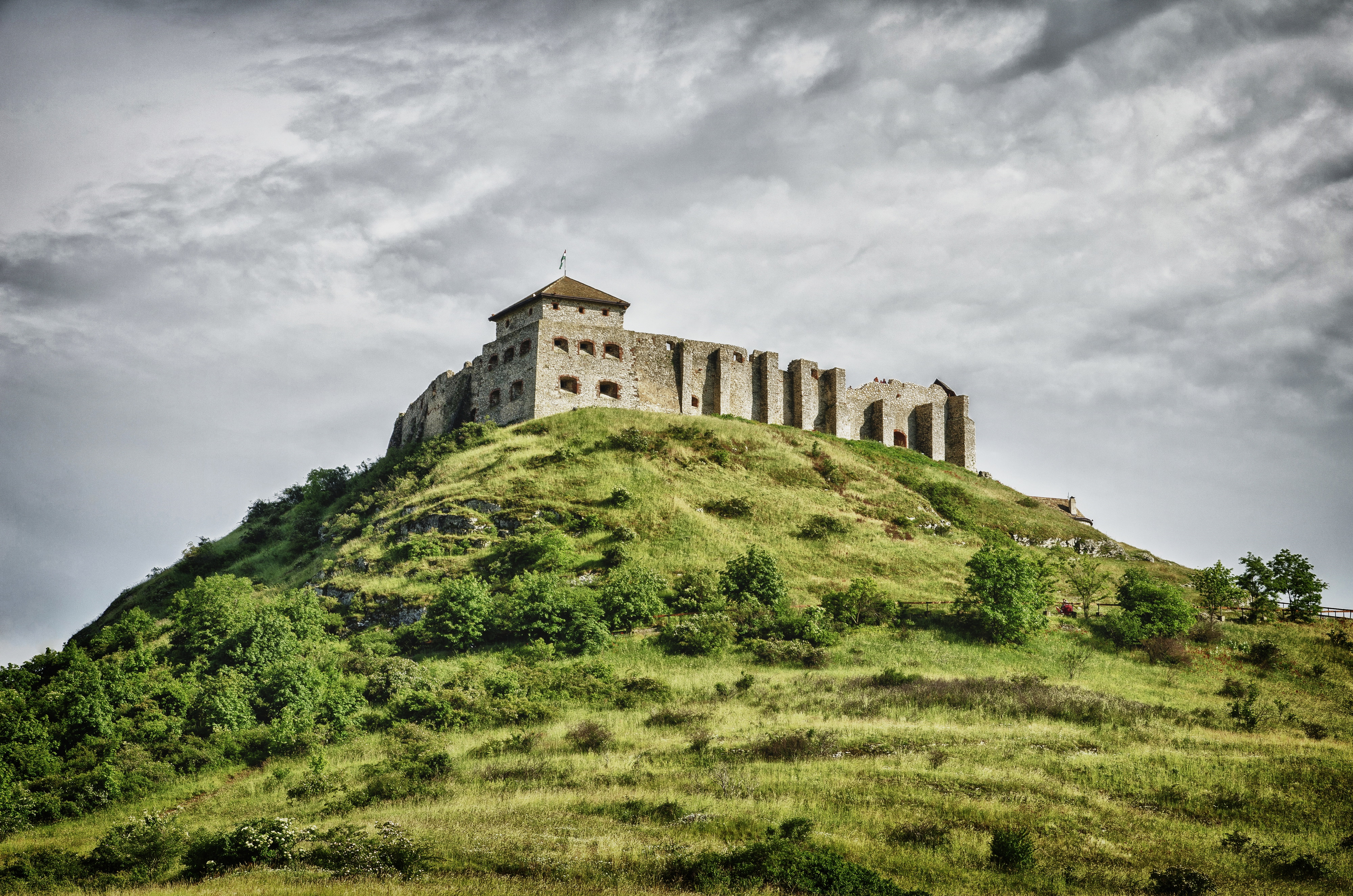
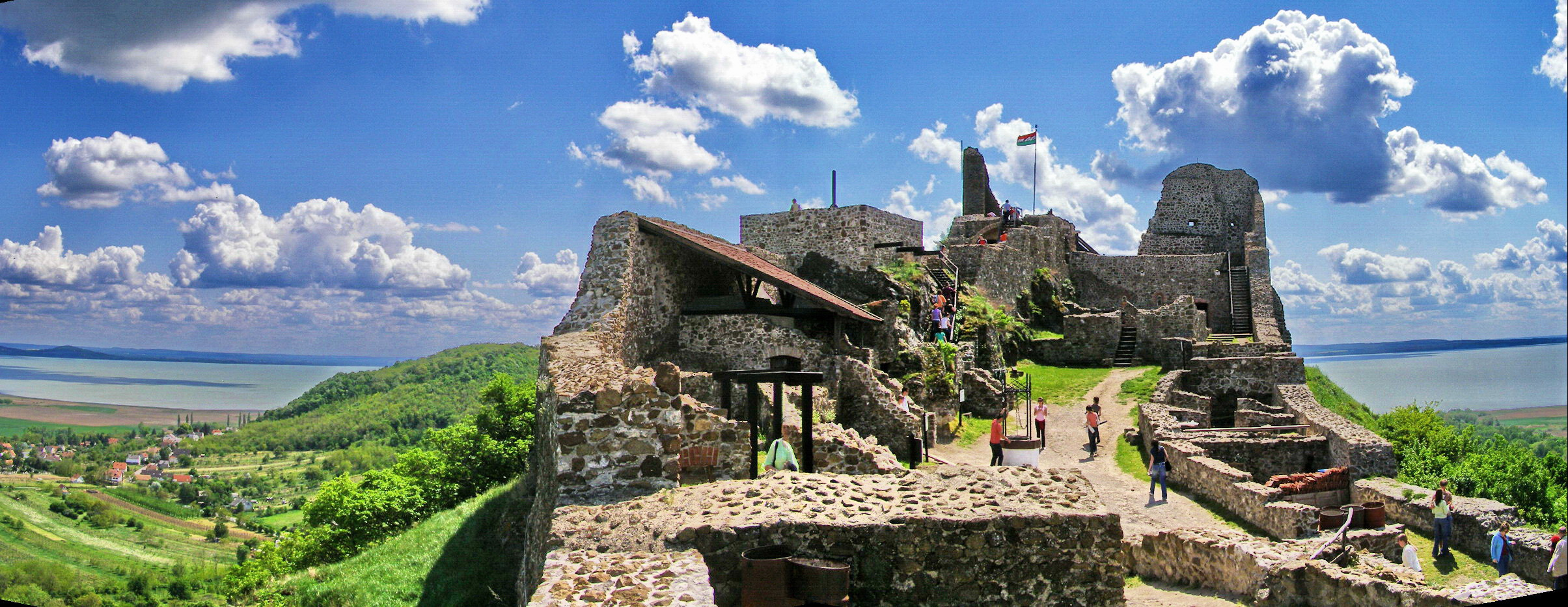
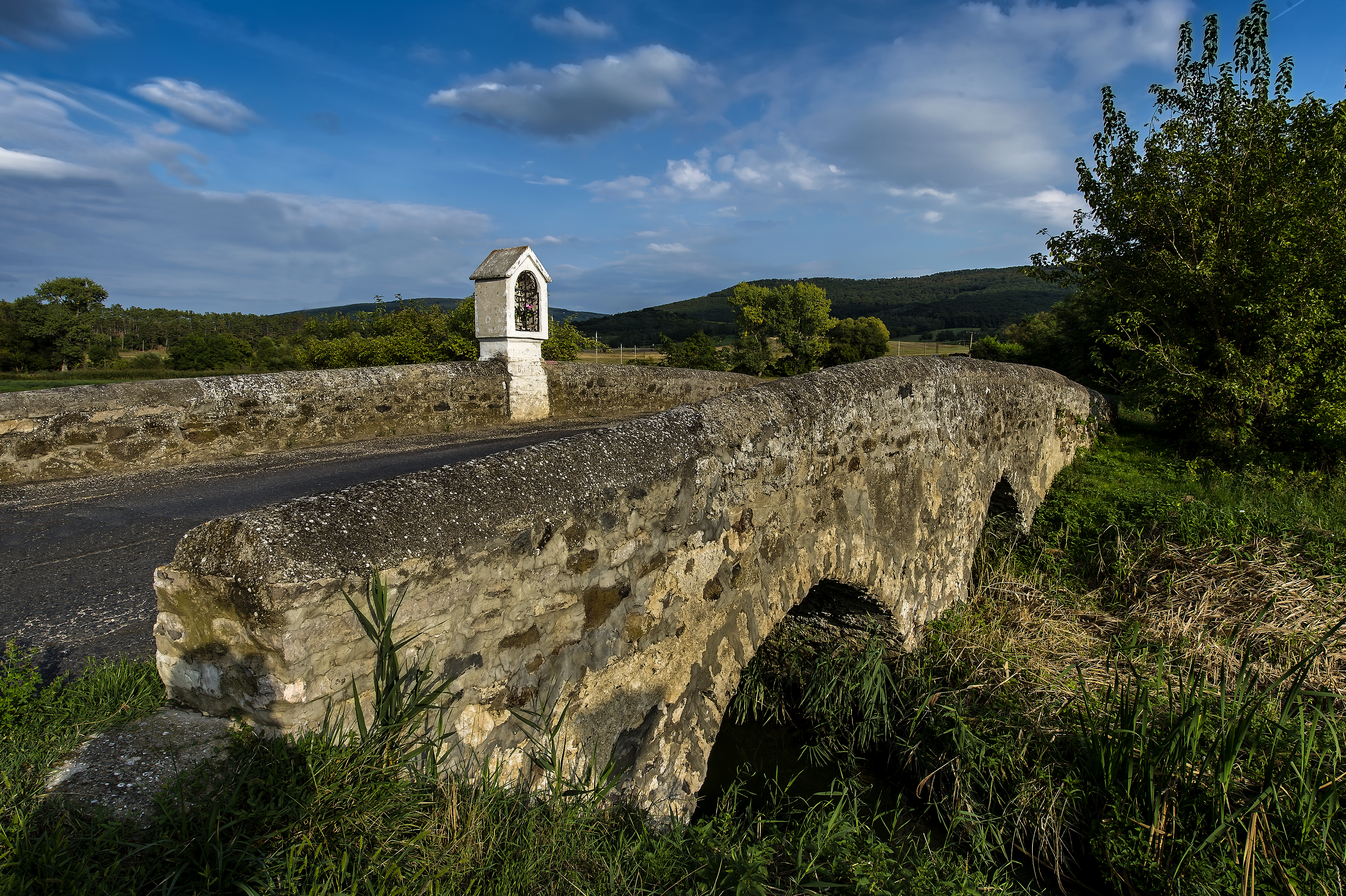

## Estructura regional

### Ciudad con derechos de condado
- Veszprém (capital del condado)

### Poblaciones principales
| - Pápa - Ajka - Várpalota - Tapolca | - Balatonfüred - Balatonalmádi - Zirc - Sümeg | - Berhida - Devecser - Balatonfűzfő - Herend - Badacsonytomaj |

### Pueblos y aldeas
| - Ábrahámhegy - Adásztevel - Adorjánháza - Alsóörs - Apácatorna - Aszófő - Badacsonytördemic - Bakonybél - Bakonyjákó - Bakonykoppány - Bakonynána - Bakonyoszlop - Bakonypölöske - Bakonyság - Bakonyszentiván - Bakonyszentkirály - Bakonyszücs - Bakonytamási - Balatonakali - Balatoncsicsó - Balatonederics - Balatonfőkajár - Balatonhenye - Balatonkenese - Balatonrendes - Balatonszepezd - Balatonszőlős - Balatonudvari - Balatonvilágos - Bánd - Barnag - Bazsi - Béb - Békás | - Bodorfa - Borszörcsök - Borzavár - Csabrendek - Csajág - Csehbánya - Csesznek - Csetény - Csögle - Csopak - Csót - Dabronc - Dabrony - Dáka - Doba - Döbrönte - Dörgicse - Dúdar - Egeralja - Egyházaskesző - Eplény - Farkasgyepű - Felsőörs - Ganna - Gecse - Gic - Gógánfa - Gyepükaján - Gyulakeszi - Hajmáskér - Halimba - Hárskút - Hegyesd - Hegymagas | - Hetyefő - Hidegkút - Homokbödöge - Hosztót - Iszkáz - Jásd - Kamond - Kapolcs - Karakószörcsök - Káptalanfa - Káptalantóti - Kékkút - Kemeneshőgyész - Kemenesszentpéter - Kerta - Királyszentistván - Kisapáti - Kisberzseny - Kiscsősz - Kislőd - Kispirit - Kisszőlős - Kolontár - Köveskál - Kővágóörs - Külsővat - Küngös - Kup - Lesencefalu - Lesenceistvánd - Lesencetomaj - Litér - Lókút - Lovas | - Lovászpatona - Magyargencs - Magyarpolány - Malomsok - Marcalgergelyi - Marcaltő - Márkó - Megyer - Mencshely - Mezőlak - Mihályháza - Mindszentkálla - Monostorapáti - Monoszló - Nagyacsád - Nagyalásony - Nagydém - Nagyesztergár - Nagygyimót - Nagypirit - Nagytevel - Nagyvázsony - Nemesgörzsöny - Nemesgulács - Nemeshany - Nemesszalók - Nemesvámos - Nemesvita - Németbánya - Nóráp - Noszlop - Nyárád - Nyirád - Olaszfalu | - Óbudavár - Öcs - Oroszi - Örvényes - Öskü - Ősi - Paloznak - Pápadereske - Pápakovácsi - Pápasalamon - Pápateszér - Papkeszi - Pécsely - Pénzesgyőr - Pétfürdő - Porva - Pula - Pusztamiske - Raposka - Révfülöp - Rigács - Salföld - Sáska - Somlójenő - Somlószőlős - Somlóvásárhely - Somlóvecse - Sóly - Sümegprága - Szápár - Szentantalfa - Szentbékkálla - Szentgál - Szentimrefalva | - Szentjakabfa - Szentkirályszabadja - Szigliget - Szőc - Tagyon - Takácsi - Taliándörögd - Tés - Tihany - Tótvázsony - Tüskevár - Ugod - Ukk - Úrkút - Uzsa - Vanyola - Várkesző - Városlőd - Várpalota - Vaszar - Vászoly - Veszprémfajsz - Veszprémgalsa - Vid - Vigántpetend - Vilonya - Vinár - Vöröstó - Zalaerdőd - Zalagyömörő - Zalahaláp - Zalameggyes - Zalaszegvár - Zánka |